# دوري كرة القدم الإنجليزي 1937–38
دوري كرة القدم الإنجليزي 1937–38 (بالألمانية: Football League First Division 1937/38) هو موسم من دوري كرة القدم الإنجليزي. أقيم خلال الفترة 28 أغسطس 1937 وحتى 7 مايو 1938، وفاز فيه نادي أرسنال.